# اسکیپیست
اسکیپیست (انگلیسی: The Escapist) یک وب سایت و مجله آنلاین بازی‌های ویدیویی آمریکایی است. این مجله اولین بار به عنوان یک مجله آنلاین هفتگی توسط تمیس مدیا در ۱۲ ژوئیه ۲۰۰۵ منتشر شد و در نهایت به یک وب سایت روزنامه نگاری تبدیل شد.